# Porpax (orchideeëngeslacht)
Porpax is een geslacht van orchideeën uit de onderfamilie Epidendroideae.
Het zijn zeer kleine epifytische orchideeën uit tropisch Azië, gekenmerkt door afgeplatte, schijfvormige pseudobulben.

## Naamgeving en etymologie
De botanische naam Porpax is afkomstig van Oudgrieks πόρπαξ (porpax) en betekent 'schildgreep', naar de vorm van de bladeren en/of de pseudobulben.

## Kenmerken
Porpax-soorten zijn zeer kleine epifytische of lithofytische planten met een kruipende rizoom en schijf- of eivormige afgeplatte pseudobulben. De pseudobulben zijn omgeven door de bladscheden van afgevallen bladeren, die opvallend netvormige geaderd zijn. Elk jaar worden er twee nieuwe bladeren gevormd, net voor of tijdens de bloei. De bloeiwijze is een eindstandige tros met meestal slechts één klokvormige bloem.
De kelkbladen zijn vergroeid tot een kelkbuis, de veel smallere kroonbladen zijn vrijstaand. De bloemlip is zeer klein, één- tot zwak drielobbig en in het bezit van een callus. Het gynostemium is zeer klein, heeft een breed rostellum en een meeldraad met acht pollinia.

## Habitat en verspreiding
Porpax-soorten groeien in vochtige, mossige montane loofwouden en op halfbeschaduwde kliffen in tropisch Azië, voornamelijk in Assam, Bhutan, Myanmar, Thailand, Laos, Vietnam en in de provincie Yunnan van China.

## Taxonomie
Het geslacht telt 13 soorten. De typesoort is Porpax reticulata.

### Soorten
- Porpax borneensis J.J.Wood & A.L.Lamb (1993)
- Porpax elwesii (Rchb.f.) Rolfe (1908)
- Porpax fibuliformis (King & Pantl.) King & Pantl. (1898)
- Porpax gigantea Deori (1975 publ. 1978)
- Porpax grandiflora Seidenf. (1977)
- Porpax jerdoniana (Wight) Rolfe (1908)
- Porpax lanii Seidenf. (1981)
- Porpax meirax (C.S.P.Parish & Rchb.f.) King & Pantl. (1898)
- Porpax parishii (Lindl. & Rchb.f.) Rolfe (1908)
- Porpax reticulata Lindl. (1845)
- Porpax scaposa Seidenf. (1977)
- Porpax semiconnata A.N.Rao (2004)
- Porpax ustulata (C.S.P.Parish & Rchb.f.) Rolfe (1908)